# Spitfire (deutsche Band)
Spitfire (Eigenschreibweise: SpitFire) ist eine deutsche Hard-Rock-Band, die 2011 in München gegründet wurde. Ihren Musikstil bezeichnet die Band selbst als „KickAss Rock'n'Roll“.

## Geschichte
SpitFire wurde Anfang 2011 von Dick Dropkick (Gesang, Gitarre), Nikk Nitro (Schlagzeug, Gesang) und Johnny Jailbreak (Bass, Gesang) gegründet. Bereits im Gründungsjahr erschienen drei Lieder, die zum freien Download im Internet verfügbar waren. Im März 2012 erschien eine erste Demo-EP namens Kings of Rock ’n’ Roll, auf welcher die drei Demosongs, sowie vier neue Lieder veröffentlicht wurden. Die EP erschien in Eigenregie und ohne Label.
Auf einem Konzert der Punkrock-Band Serum 114 im Münchener Kulturzentrum Backstage, wurde das Label Rookies & Kings (das Label von Frei.Wild, Serum 114, Mono Inc., BRDigung  und Matt „Gonzo“ Röhr) auf die Band aufmerksam. 2012 unterschrieben SpitFire dort ihren ersten Plattenvertrag. In Folge dieser Zusammenarbeit, kam es im November 2012 zur Veröffentlichung einer EP namens Devil’s Dance. Im Rahmen der Veröffentlichung der EP, stellte man den Song Burn in Hell zum kostenlosen Download zur Verfügung.
Ebenfalls im November waren SpitFire im Vorprogramm der Arenatour der Deutschrockband Frei.Wild zu sehen und bekamen dort unter anderem in der ausverkauften Dortmunder Westfalenhalle oder in der ausverkauften o2 World Hamburg, die Gelegenheit, vor insgesamt über 100.000 Besuchern zu spielen. Im Januar 2013 haben SpitFire im Vorprogramm der Punkrockband Betontod 13 Konzerte in Deutschland, Österreich und der Schweiz gegeben. Das Debütalbum Devil’s Dance erschien am 19. April 2013, welches auf Platz 87 in die deutschen Top 100 Albumcharts, ermittelt durch die Media Control, einstieg.
Am 10. April 2015 erschien ihr zweites Album Welcome to Bone City welches auf Platz 46 der deutschen Albumcharts einstieg. Im Februar 2021 gab die bekannt, einen neuen Plattenvertrag bei Massacre Records unterschrieben zu haben. Das dritte Studioalbum Do or Die erschien am 17. September 2021.

## Stil
Ihre Musik bezeichnen SpitFire als „KickAss Rock'n'Roll“. Sie beinhaltet Elemente aus Hard Rock, Rock ’n’ Roll, Rockabilly, Metal und Punk. SpitFire spielen mit szenetypischen Klischees und Ironie, sowohl in ihren Texten als auch in ihrem Auftreten.

## Diskografie

### Alben
| Jahr | Titel Musiklabel                           | Höchstplatzierung, Gesamtwochen, AuszeichnungChartsChartplatzierungen (Jahr, Titel, Musiklabel, Platzierungen, Wochen, Auszeichnungen, Anmerkungen) | Anmerkungen                              |
| Jahr | Titel Musiklabel                           | DE | Anmerkungen                              |
| ---- | ------------------------------------------ | --- | ---------------------------------------- |
| 2013 | Devil’s Dance Rookies & Kings / SPV        | DE87 (1 Wo.)DE | Erstveröffentlichung: 19. April 2013     |
| 2015 | Welcome to Bone City Rookies & Kings / SPV | DE46 (1 Wo.)DE | Erstveröffentlichung: 10. April 2015     |
| 2021 | Do or Die Massacre Records                 | DE80 (1 Wo.)DE | Erstveröffentlichung: 17. September 2021 |

### EPs
- 2012: Kings of Rock ’n’ Roll (Demo)
- 2012: Devil’s Dance (Rookies & Kings / SPV)

### Musikvideos
- 2013: Devil’s Dance
- 2015: Fall from Grace
- 2015: Take Me Home
- 2016: Battlefield